# Elnes Station
Elnes Station (Elnes stasjon eller Elnes holdeplass) er en tidligere jernbanestation på Gjøvikbanen, der ligger i området Elnes i Akershus fylke i Norge. Den blev oprettet som trinbræt i 1932 (eventuelt 1939) men har ikke været betjent af persontog siden 11. juni 2006.
Da banen blev bygget mellem 1895 og 1902, var der stor aktivitet i Elnes. Nord for den senere station ligger der en bred moræneryg. Her anlagde NSB en sandgrav, der leverede sand til hele strækningen fra Grefsen til Kutjern, en strækning på omkring 85 km.